# Cluj Arena
La Cluj Arena è uno stadio di calcio con pista di atletica situato a Cluj-Napoca, in Romania. Ha una capienza di 30.201 posti e ospita le partite casalinghe dell'Universitatea Cluj.
Inaugurato il 1º ottobre 2011, è di proprietà del comune di Cluj-Napoca e viene impiegato anche per partite di rugby a 15. Sorge sullo stesso sito dello stadio Ion Moina, sede delle partite della squadra dal 1919 al 2008.

## Storia
Il 20 novembre 2008 iniziò la demolizione dello stadio Ion Moina.
Per il nuovo impianto, che sarebbe sorto sullo stesso sito, furono proposti due progetti. Il primo prevedeva un classico stadio rettangolare, secondo il modello inglese, ed era opera dell'Università Tecnica di Cluj-Napoca (UTCN); il secondo, ovale, era stato elaborato da OHL Spagna. Entrambi i progetti includevano l'edificazione di un edificio per uffici di oltre 20 piani nelle immediate vicinanze dello stadio. Il progetto vincente fu quello dell'UTCN, che seppe contenere meglio i costi previsti. Sebbene inizialmente si volesse ricollocare la pista di atletica all'esterno dello stadio, un successivo progetto, sempre dell'UTCN, previde che la pista di atletica fosse situata all'interno dello stadio.
Il 15 luglio 2009 cominciarono i lavori di costruzione della Cluj Arena, che ebbero un costo complessivo di circa 30 milioni di euro, con data di fine lavori fissata al 15 luglio 2011. La capienza prevista era di 30.596 posti a sedere, di cui 29.648 in tribuna e 948 in palchi per i VIP. A seguito della modifica del progetto tecnico in corso d'opera, fu modificata la data di completamento, con rinvio al 7 oppure 8 ottobre 2011. Il progetto modificato prevedeva la costruzione di una pista di atletica a 8 corsie (non 6 come previsto nel progetto originario), 303 posti auto interrati, un impianto notturno annesso alla struttura metallica dell'edificio dotato di 386 corpi illuminanti e, infine, di un manto erboso naturale curato dalla società Eco Garden Construct.
Nel corso del 2011 iniziarono i lavori per la realizzazione di una sala polivalente da 7.000 posti sull'ex campo in terra battuta situato nelle immediate vicinanze dello stadio e si cercarono soluzioni per finanziare un edificio di 24 piani collegato allo stadio (con un albergo, uffici classe A e varie funzioni). Entrambi gli edifici fanno parte dello stesso complesso sportivo dello stadio.
L'impianto fu inaugurato il 1º ottobre 2011 e ospitò la prima partita dieci giorni più tardi, un match amichevole vinto per 4-0 dal Kuban' contro l'Universitatea Cluj. Il 16 ottobre seguente lo stadio si svolse la prima partita ufficiale, un incontro di Liga I vinto dall'Universitatea Cluj contro il Brașov per 1-0 di fronte a 10.000 spettatori.
Per la stagione 2013-2014 fu sede delle partite interne di Europa League del Pandurii, mentre nel 2015 ospitò le finali del campionato rumeno di football americano. Il 27 marzo 2016 ospitò per la prima volta la nazionale rumena, in amichevole contro la nazionale spagnola (0-0).
Durante il campionato europeo di calcio Under-21 2023, organizzato congiuntamente da Romania e Georgia, la Cluj Arena ha ospitato tre gare della fase a gironi e un quarto di finale.

## Incontri di nazionali di calcio
| Incontri della nazionale rumena | Incontri della nazionale rumena             | Incontri della nazionale rumena | Incontri della nazionale rumena | Incontri della nazionale rumena | Incontri della nazionale rumena |
| Data                            | Competizione                                | Casa                            | Trasferta                       | Risultato                       | Affluenza                       |
| ------------------------------- | ------------------------------------------- | ------------------------------- | ------------------------------- | ------------------------------- | ------------------------------- |
| 27 marzo 2016                   | Amichevole                                  | Romania                         | Spagna                          | 0-0                             | 28.000                          |
| 4 settembre 2016                | Qualificazioni al campionato del mondo 2018 | Romania                         | Montenegro                      | 1-1                             | 25.468                          |
| 26 marzo 2017                   | Qualificazioni al campionato del mondo 2018 | Romania                         | Danimarca                       | 0-0                             | 26.895                          |
| 13 giugno 2017                  | Amichevole                                  | Romania                         | Cile                            | 3-2                             | 9.000                           |
| 16 giugno 2018                  | Amichevole                                  | Romania                         | Spagna                          | 0-2                             | 28.000                          |
| 17 novembre 2022                | Amichevole                                  | Romania                         | Slovenia                        | 1-2                             | 6.845                           |

| Incontri del campionato europeo di calcio Under-21 2023 | Incontri del campionato europeo di calcio Under-21 2023 | Incontri del campionato europeo di calcio Under-21 2023 | Incontri del campionato europeo di calcio Under-21 2023 | Incontri del campionato europeo di calcio Under-21 2023 | Incontri del campionato europeo di calcio Under-21 2023 |
| Data                                                    | Turno                                                   | Casa                                                    | Trasferta                                               | Risultato                                               | Affluenza                                               |
| ------------------------------------------------------- | ------------------------------------------------------- | ------------------------------------------------------- | ------------------------------------------------------- | ------------------------------------------------------- | ------------------------------------------------------- |
| 22 giugno 2023                                          | Fase a gironi, gruppo D                                 | Francia                                                 | Italia                                                  | 2-1                                                     | 11.286                                                  |
| 25 giugno 2023                                          | Fase a gironi, gruppo D                                 | Svizzera                                                | Italia                                                  | 2-3                                                     | 4.339                                                   |
| 28 giugno 2023                                          | Fase a gironi, gruppo D                                 | Italia                                                  | Norvegia                                                | -                                                       |                                                         |
| 2 luglio 2023                                           | Quarti di finale                                        |                                                         |                                                         |                                                         |                                                         |

## Incontri di football americano
| Cluj-Napoca 14 giugno 2015, ore 10:00 Finale 3º - 4º posto | Timișoara 89ers | 23 – 20 referto | Bucharest Warriors | Cluj Arena\| Arbitro: \| Duță \| |
| Arbitro:                                                   | Duță            |                 |                    |                                  |

| Cluj-Napoca 14 giugno 2015, ore 17:00 VI RoBowl | Bucharest Rebels                                      | 2 – 0 referto | Cluj Crusaders | Cluj Arena\| Arbitri: \| Baciu Baltă Draghia Mezei Duță Anghelina Savu Dinescu \| |
| Arbitri:                                        | Baciu Baltă Draghia Mezei Duță Anghelina Savu Dinescu |               |                |                                                                                   |

## Altri utilizzi
L'8 ottobre 2011, una settimana dopo l'apertura ufficiale, lo stadio ha ospitato un concerto degli Scorpions di fronte a 45.000 spettatori, nell'ambito del Get Your Sting and Blackout World Tour.
Nel 2013 ha ospitato un concerto dei Deep Purple e nel 2017 concerti di Andrea Bocelli e Depeche Mode.
Dal 2015 è sede dell'Untold Festival, il più grande festival di musica elettronica dell'Europa orientale.

## Galleria d'immagini

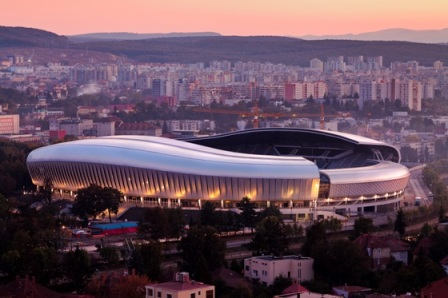
Veduta al tramonto
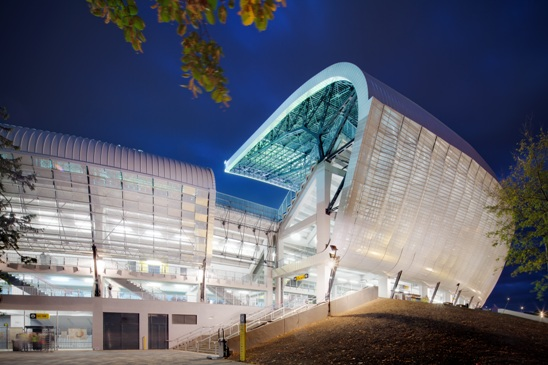
Veduta notturna
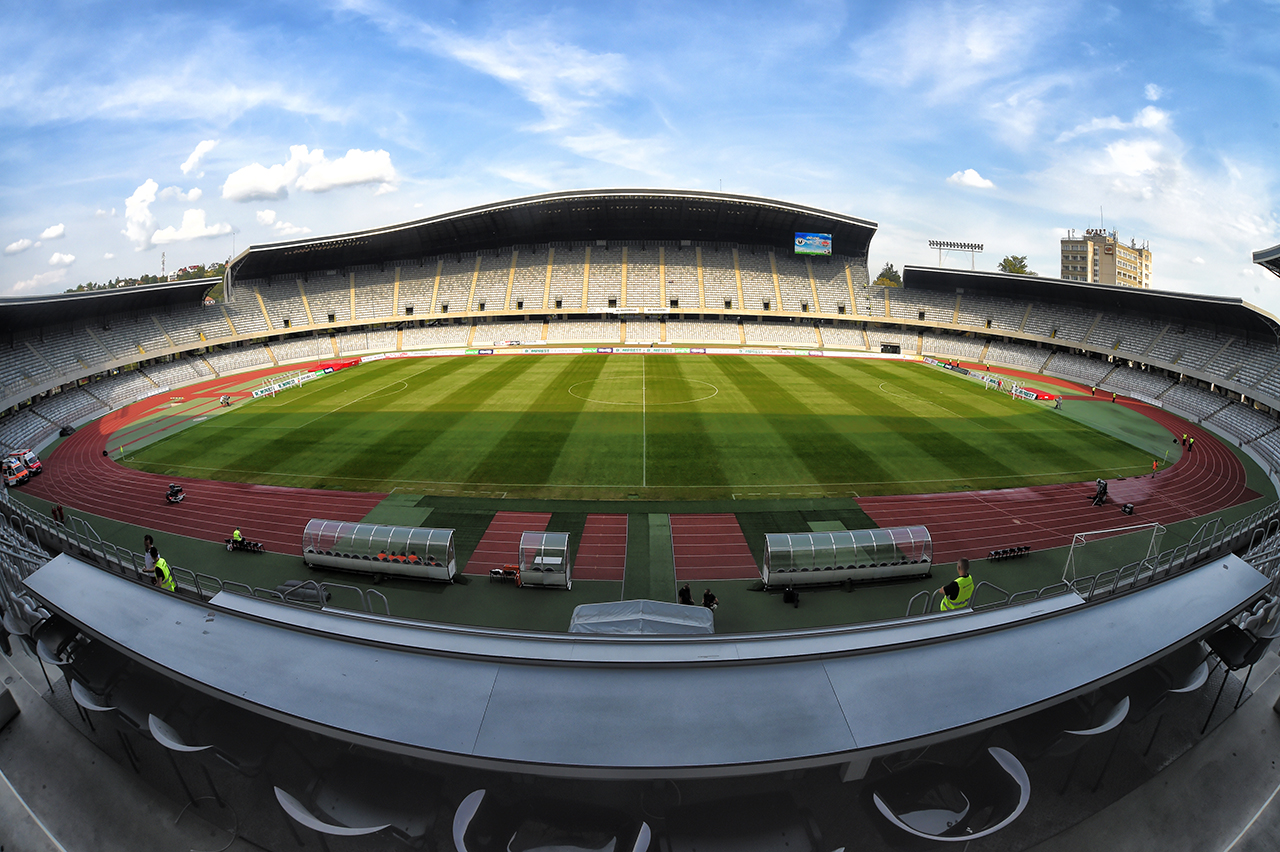
Vista dagli spalti superiori della tribuna principale della Cluj Arena
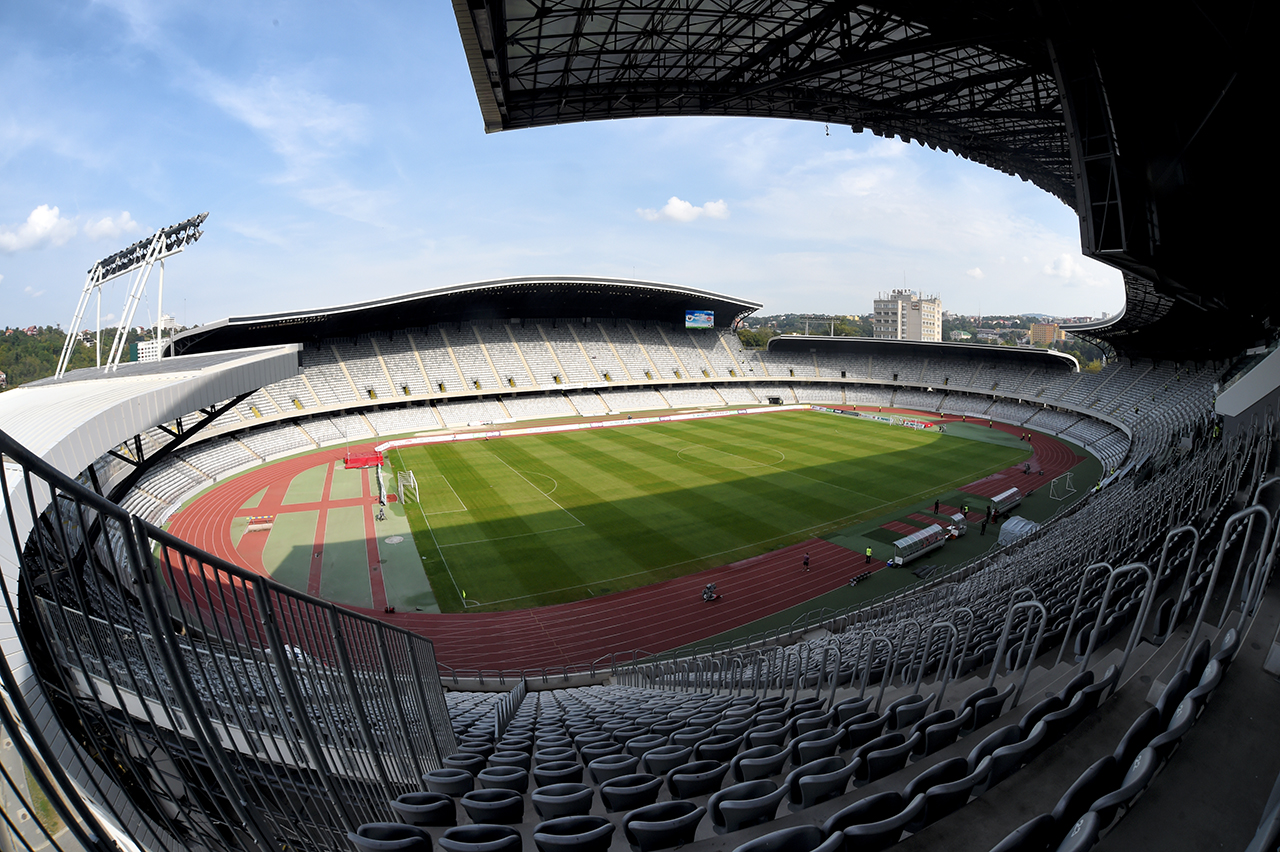
Vista dagli spalti superiori della tribuna principale della Cluj Arena
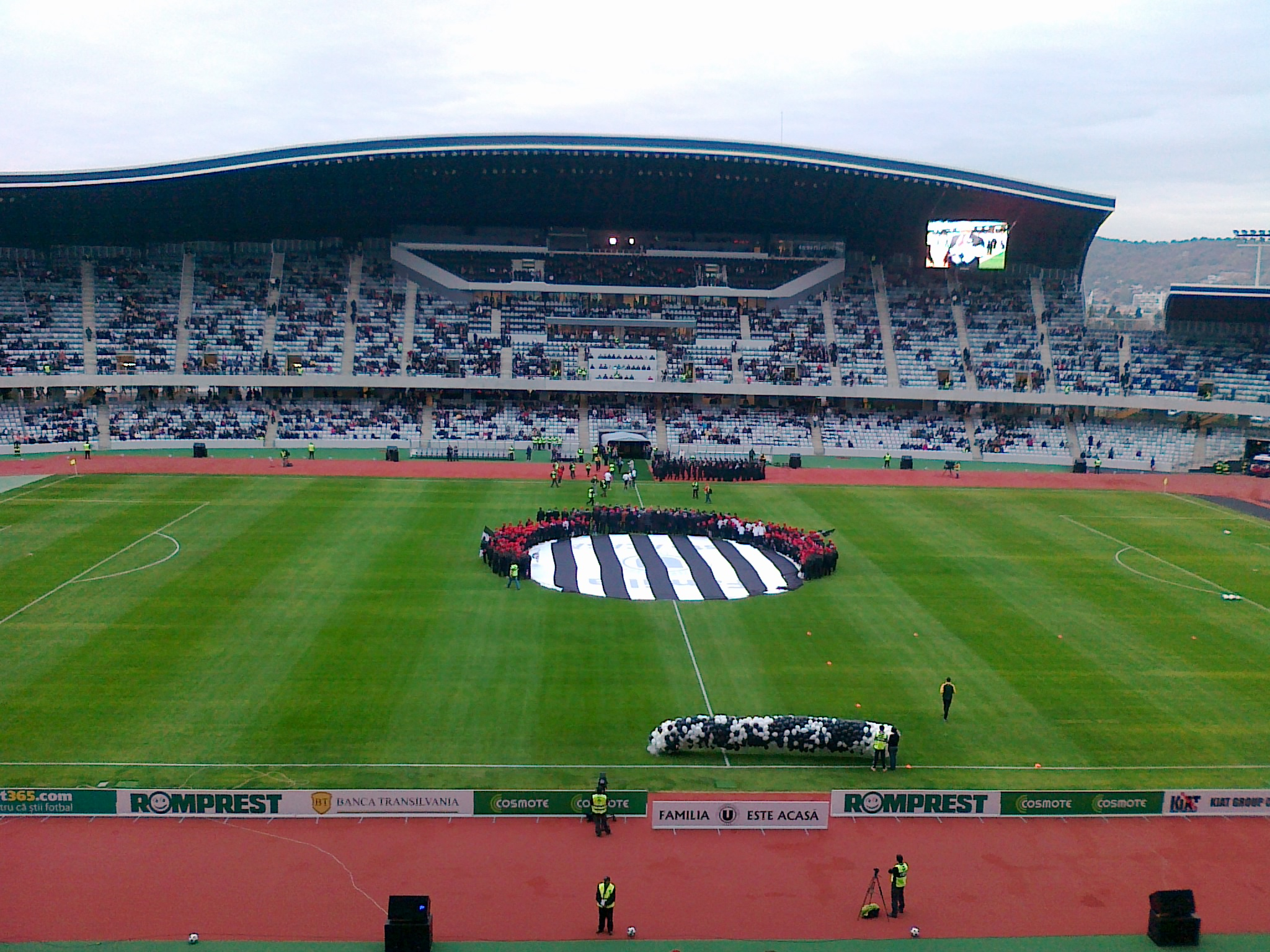
La partita inaugurale dello stadio, nell'ottobre 2011
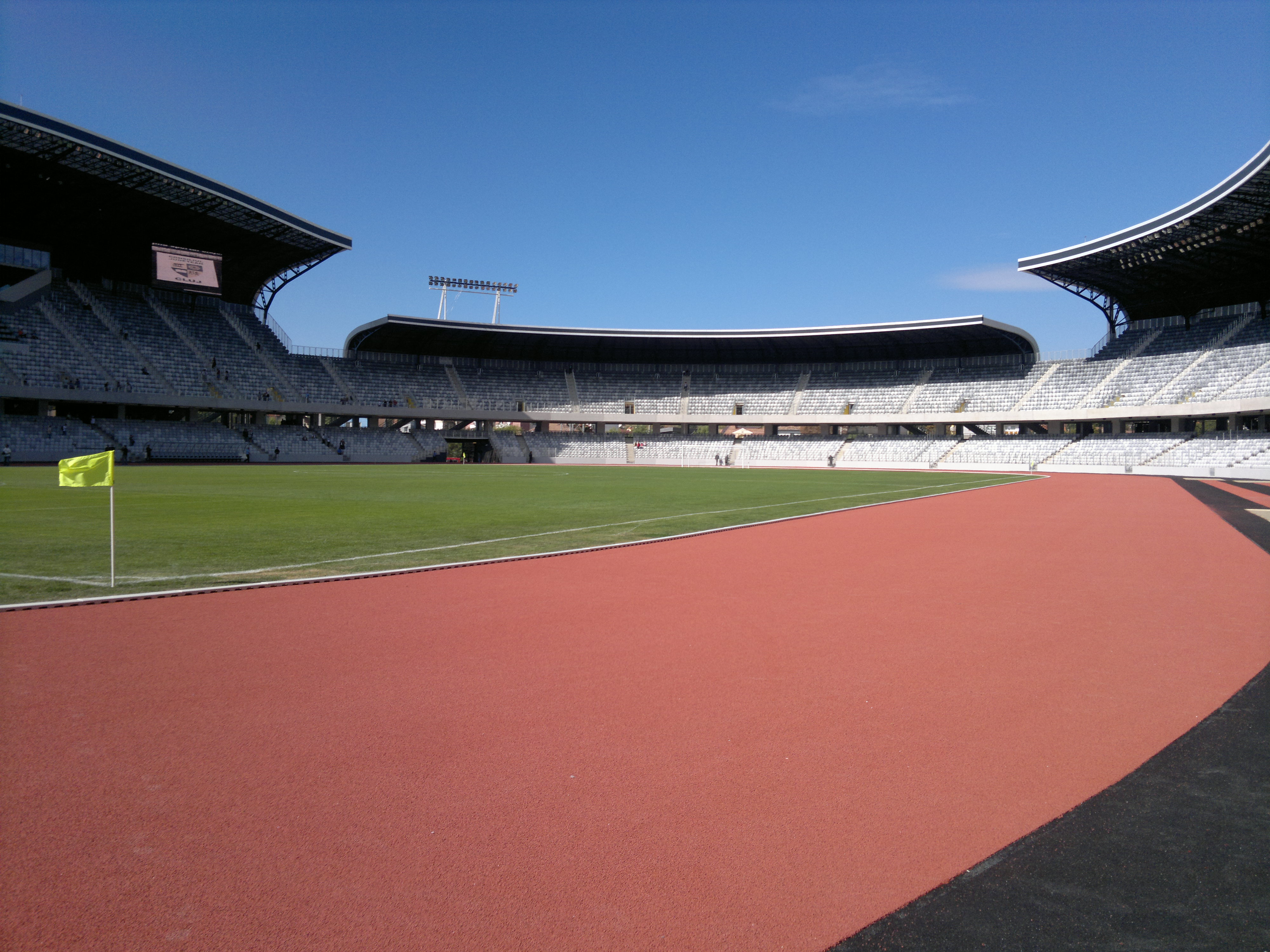
Veduta dal campo